# Moscazzano
Moscazzano je italská obec v provincii Cremona v oblasti Lombardie.
V roce 2012 zde žilo 817 obyvatel.

## Sousední obce
Bertonico (LO), Credera Rubbiano, Montodine, Ripalta Cremasca, Ripalta Guerina, Turano Lodigiano (LO)

## Vývoj počtu obyvatel
Zdroj: 